# Digitalt atlas over Danmarks historisk-administrative geografi
Digitalt atlas over Danmarks historisk-administrative geografi (forkortet DigDag) var et forskningsprojekt finansieret af Ministeriet for Videnskab, Teknologi og Udvikling under Den nationale pulje for forskningsinfrastruktur. Projektet kørte fra 2009 til 2012.

## Formål
Projektets formål er at etablere en fælles historisk-geografisk database over Danmarks administrative enheder. Denne database vil danne basis for en GIS-løsning som vil tillade at:
- etablere en infrastruktur for administrationshistorisk udforskning af Danmark fra ca. år 1600 til nutiden
- skabe en forstærket basis for fremtidig administrationshistorisk forskning
- udarbejde en solid søgemaskine til brug for arkiver, samlinger og biblioteker

De grundlæggende data vil udgøres af Det digitale matrikelkort, og basisenheden vil være ejerlavet.
Et af målene er at skabe et fælles historisk-administrativt og kortbaseret søgeredskab hvortil de store kulturarvsinstitutioner kan knytte deres administrativt ordnede samlinger. Kortatlasset skal kunne anvendes såvel internt på fx arkiverne og forskningsinstitutionerne som på nettet hvor almindelige brugere hurtigt skal kunne finde den administrative inddeling for et bestemt område i et givet år fra ca. år 1600 og op til i dag. 
Atlasset vil også være anvendeligt i flere undervisningssituationer og i forskningen hvor historisk-statistiske data kan kortlægges gennem atlasset ved brug af særlige programmer der kan håndtere digitale kort, såkaldte Geografiske informationssystemer – GIS.

## Deltagere
Deltagerne i projektet inkluderer et bredt udsnit af danske historiske forskningsinstitutioner sammen med de største kulturhistoriske institutioner og arkiver.
Konsortiet bag projektet er både tværfaglig og tværinstitutionel idet en række meget forskellige institutioner deltager: Statens Arkiver, Geodatastyrelsen, Syddansk Universitet, Det Kongelige Bibliotek, Kulturarvsstyrelsen, Nationalmuseet og Københavns Universitet. 
Fra Københavns Universitets Humanistiske Fakultet deltager Nordisk Forskningsinstitut og Saxo-Instituttet, og fra Det Biovidenskabelige Fakultet, tidligere Kgl. Veterinær- og Landbohøjskole (KVL) deltager Center for Skov, Landskab og Planlægning. 

## Links
- http://digdag.dk Arkiveret 18. oktober 2015 hos  Wayback Machine
- Digitalt atlas skal kortlægge Danmark fra 1660 til i dag Arkiveret 22. september 2018 hos  Wayback Machine
- http://nfi.ku.dk/nyheder/digdag/ Arkiveret 25. marts 2016 hos  Wayback Machine